# Summer Breeze Open Air

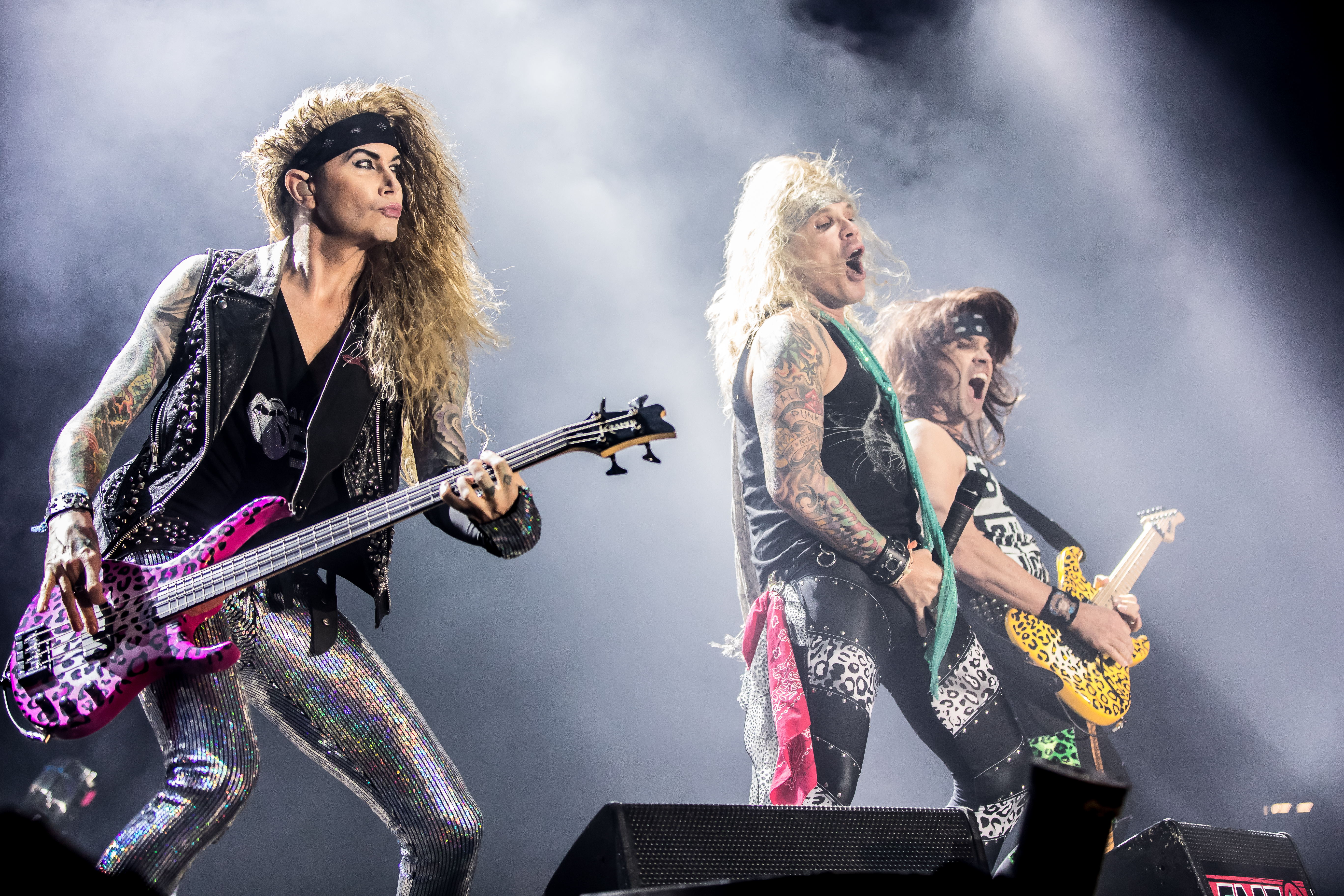
Steel Panther durante o Summer Breeze 2016 em Dinkelsbühl, Bayern, Alemanha em 20 de agosto de 2016

Summer Breeze Open Air é um festival musical anual de heavy metal alemão. Sua primeira edição foi realizada pela primeira vez em 1997. O festival foi realizado em Abtsgmünd até 2006, quando foi transferido para uma nova localização em Dinkelsbühl, na Baviera . É estimado que o festival atrai cerca de 40.000 participantes anualmente.
Em 2023, a empresa Free Pass Entretenimento viabilizou e realizou a primeira edição do festival no Brasil.

## Edições

### 2004
Em 2004, o Summer Breeze Open Air 2004 foi realizado de quinta-feira, 19 de agosto a sábado, 21 de agosto.
| Alinhar | | |
| Quinta-feira | Sexta-feira | Sábado |
| - Crematory - Fleshcrawl - Fragments of Unbecoming - Goddess of Desire - Gorerotted - Hypocrisy - Lake of Tears - Lords of Decadence - Mörk Gryning - Rawhead Rexx - Saltatio Mortis - Sentenced - Sonata Arctica - Vomitory | - Alev - Beseech - Criminal - Dark Fortress - Die Happy - Evergrey - Green Carnation - Katatonia - Leaves' Eyes - Mental Amputation - Mercenary - Sirenia - Six Feet Under - Sleepingodslie - Sodom - Tankard - Vintersorg - Xandria | - Brainstorm - Busta Hoota - Cataract - Danzig - Deadsoul Tribe - Disillusion - Ensiferum - Equilibrium - Finntroll - Hatesphere - Honigdieb - Immortal Rites - Mnemic - Paragon - Primordial - Psychopunch - Schandmaul - U.D.O. |

### 2005
Em 2005,  Summer Breeze Open Air 2005 foi realizado de quinta-feira, 18 de agosto a sábado, 20 de agosto.
| Palco principal                                                                                | | |
| Quinta-feira                                                                                   | Sexta-feira | Sábado |
| - Midnattsol - Born from Pain - The Bones - Pink Cream 69 - Schandmaul - Therion - Amon Amarth | - Powerwolf - Korpiklaani - Koroded - Krisiun - Emil Bulls - Die Apokalyptischen Reiter - Dark Tranquillity - Opeth - In Extremo | - Barcode - Draconian - Lacrimas Profundere - Orphaned Land - Caliban - Such A Surge - Subway to Sally - JBO - Lacuna Coil |

| Pain Stage                                                                                 | | |
| Quinta-feira                                                                               | Sexta-feira                                                                                               | Sábado |
| - Final Breath - Anorexia Nervosa - Impious - Macabre - God Dethroned - Ektomorf - Haggard | - Maroon - Aborted - Nocte Obducta - Skindred - Norther - Behemoth - Atrocity - The Exploited - Wintersun | - Suidakra - Enthroned - Endstille - Disbelief - The Vision Bleak - Symphorce - End of Green - Tristania - Pain |

### 2006
O Summer Breeze Open Air 2006 foi realizado de quinta-feira, 17 de agosto até sábado, 19 de agosto.
| Palco principal                                                                   | | |
| Quinta-feira                                                                      | Sexta-feira | Sábado |
| - Subconscious - Volbeat - Neaera - The Haunted - Moonspell - Finntroll - Kreator | - Apostasy - Leng Tch'e - Trail of Tears - Potentia Animi - Rebellion - Exilia - Amorphis - Morbid Angel - Lacrimosa | - The Other - Lumsk - Visions of Atlantis - Necrophagist - Totenmond - Corvus Corax - Negative - Gamma Ray - Fear Factory |

| Pain Stage                                                                               | | |
| Quinta-feira                                                                             | Sexta-feira | Sábado |
| - Tourettes Syndrome - Undertow - Angel Blake - Saltatio Mortis - 1349 - ASP - Katatonia | - Exrementory Grindfuckers - The Ocean - Fragments of Unbecoming - Scar Symmetry - One Man Army and the Undead Quartet - Turisas - Heaven Shall Burn - Liv Kristine - Deathstars | - Perzonal War - Gojira - Legion of the Damned - Carnal Forge - Psychopunch - Thyrfing - Bloodflowerz - Unleashed - My Dying Bride |

### 2007
16 a 18 de agosto de 2007
Absolute – After Forever – Amon Amarth – Black Messiah – Blitzkid — Bolt Thrower – Caliban — Communic – Crematory – Dagoba – Dark Fortress – Dark Funeral – Dark Tranquillity – Deadlock – Die Apokalyptischen Reiter – Disillusion – Dornenreich – Doro – Eisbrecher – End of Green – Eluveitie – Before the Dawn — Fall of Serenity – Fear My Thoughts – Finntroll – Hardcore Superstar – Helrunar – Hevein – Illdisposed – Immolation – Impious – In Extremo – Justice – Karakadan – Koldbrann – Krypteria – Lacrimas Profundere – L'Âme Immortelle – Machinemade God – Maroon – Moonsorrow – Necrophobic – Nevermore – Nightrage – Oomph! – Pain – Poisonblack – Powerwolf – President Evil – Rage – Secrets of the Moon – Sirenia – Soulfly – Squealer A.D. – Suffocation – Swallow the Sun – Tankard – Tanzwut – The Black Dahlia Murder – Volbeat – War from a Harlot's Mouth – Xandria

### 2008
14–16 de agosto de 2008
Cradle of Filth, Helloween, Subway to Sally, Six Feet Under, Paradise Lost, Arch Enemy, As I Lay Dying, Heaven Shall Burn, ASP, Kataklysm, H-Blockx, Soilwork, Exodus, Ensiferum, Anathema, Primordial, Primal Fear, Marduk, End of Green, Korpiklaani, Destruction, Pro-Pain, Eluveitie, Sonic Syndicate, the Wildhearts, Dismember, Behemoth, Neaera, Saltatio Mortis, Emil Bulls, The Vision Bleak, Graveworm, Keep of Kalessin, Cult of Luna, Megaherz, Mad Sin, Autumn, Endstille, Orphaned Land, Born from Pain, 3 Inches of Blood, Hollenthon, Aborted, Schelmish, All Ends, Týr, Hail of Bullets, Onslaught, Mustasch, The Rotted, Novembre, Dark Fortress, Cephalic Carnage, Jesus on Extasy, Shadow Reichenstein, Blood Red Throne, Rotten Sound, Diablo Swing Orchestra, Midnattsol, Misery Speaks, Fleshcrawl, Despised Icon, Lay Down Rotten, Hackneyed, Sworn, Debauchery, Textures, Månegarm, Negură Bunget, Dark Age, XIV Dark Centuries, Heidevolk, Enemy of the Sun, Ahab, The Old Dead Tree, Anima, Beloved Enemy, Nmemine, Hacride, Agrypnie, Drone, Misanthrope, Kissin' Dynamite

### 2009
13–15 de agosto de 2009 
- Amon Amarth
- Amorphis
- Anaal Nathrakh
- Backyard Babies
- Battlelore
- Before the Dawn
- Beneath the Massacre
- Benighted
- Black Messiah
- Born from Pain
- Brainstorm
- Callejon
- Corvus Corax
- Cataract
- Cynic
- Dagoba
- Deadlock
- Deathstars
- Elvenking
- Entombed
- Epica
- Equilibrium
- Evocation
- The Faceless
- Firewind
- Ghost Brigade
- God Dethroned
- Grand Magus
- Grave
- Haggard
- Hate
- Hate Eternal
- The Haunted
- J.B.O.
- Jack Slater
- Katatonia
- Katra
- Koldbrann
- Kreator
- Legion of the Damned
- Life of Agony
- Misery Index
- Moonspell
- Narziss
- The New Black
- One Way Mirror
- Opeth
- The Other
- Powerwolf
- Protest the Hero
- Psychopunch
- Psycroptic
- Raunchy
- The Red Chord
- Sabaton
- Sacred Steel
- Schandmaul
- Skyforger
- The Sorrow
- The Storm
- Suffocation
- Suicide Silence
- Sylosis
- Unearth
- Unheilig
- Unlight
- Unsun
- Urgehal
- Vader
- Voivod
- Volbeat
- Vomitory
- Vreid
- Waylander

### 2010
19–21 de agosto de 2010
- 1349
- The 69 Eyes
- Ahab
- Anathema
- Annotations Of An Autopsy
- Asphyx
- Barren Earth
- Be'lakor
- Callisto
- Cannibal Corpse
- Children of Bodom
- The Crown
- Cumulo Nimbus
- Dark Funeral
- Dark Tranquillity
- Deadstar Assembly
- Despised Icon
- The Devil's Blood
- Die Apokalyptischen Reiter
- Dying Fetus
- Eisbrecher
- Eisregen
- Endstille (replacement act for Behemoth)
- Equilibrium
- FeuerschwanzFejd
- Fiddler's Green
- Frei.Wild
- Hacride
- Hail of Bullets
- Hypocrisy
- Ill Niño
- InMe
- Insomnium
- Korpiklaani
- Kylesa
- Leaves' Eyes
- Letzte Instanz
- Long Distance Calling
- Maroon
- Milking The Goatmachine
- Mono Inc.
- My Dying Bride
- Necrophagist
- Obituary
- Origin
- Orphaned Land
- Parkway Drive
- Poisonblack
- Rage
- Rebellion
- Sólstafir
- Sepultura
- Subway to Sally
- Suicidal Angels
- Swallow the Sun
- The Foreshadowing
- Tracedawn
- Unleashed
- Van Canto
- Velero
- War from a Harlot's Mouth
- We Butter the Bread with Butter

### 2011
18–20 de agosto de 2011 
- 9mm Assi Rock'n'Roll
- A Pale Horse Named Death
- Amorphis
- Arch Enemy
- Arcturon
- Blitzkid[6]
- Bolt Thrower
- Caliban
- Corvus Corax
- Criminal
- Davidian
- Deadlock
- Decapitated
- Demonical
- Der Weg Einer Freiheit
- Destruction
- Devil Sold His Soul
- Einherjer
- Engel
- Enslaved
- Excrementory Grindfuckers
- Facebreaker
- Farmer Boys
- Farewell to Arms
- Hail of Bullets
- HammerFall
- Hatebreed
- Hell
- Imperium Dekadenz
- In Extremo
- Internment
- J.B.O.
- Kalmah
- Kampfar
- Kvelertak
- Marduk
- Melechesh
- Moonsorrow
- Neaera
- Primordial
- Rev 16.8
- ReVamp
- Rotting Christ
- Saltatio Mortis
- Scar Symmetry
- Shear
- Skeletonwitch
- Smoke Blow
- Sodom
- Sonic Syndicate
- Steve from England
- Suicidal Tendencies
- Swashbuckle
- Sylosis
- Týr
- Tarja Turunen
- The Haunted
- The Ocean
- The Sorrow
- Trigger the Bloodshed
- Turisas
- Vader
- Vomitory
- Vreid
- Witchery
- Wolf

### 2012
16–18 de agosto de 2012
- Agrypnie
- Ahab
- Alcest
- Amoeba
- Amon Amarth
- Anaal Nathrakh
- Arsirius
- ASP
- Asphyx
- Audrey Horne
- Be'lakor
- Before the Dawn
- Behemoth
- Black Sun Aeon
- Bleed from Within
- Born from Pain
- Buffet of Fate
- Cattle Decapitation
- Corvus Corax
- Crowbar
- Dark Tranquillity
- Darkest Hour
- Deathstars
- Deez Nuts
- Desaster
- Dew-Scented
- Die Apokalyptischen Reiter
- Die Kassierer
- Eisregen
- Eluveitie
- Entrails
- Epica
- Eskimo Callboy
- Every Time I Die
- Excrementory Grindfuckers
- Farsot
- Ghost Brigade
- Glorior Belli
- Goodbye to Gravity
- Hatesphere
- Heidevolk
- Helheim
- Iced Earth
- Immortal
- In Solitude
- Incantation
- Insomnium
- Jasta VS. Windstein
- Katatonia
- Krisiun
- Lacuna Coil
- Manegarm
- Menhir
- Mono Inc.
- Morgoth
- Mystic Prophecy
- Naglfar
- Napalm Death
- Nifelheim
- Night In Gales
- Nile
- Norma Jean
- Obscure Sphinx
- Oomph!
- Paradise Lost
- Peter Pan Speedrock
- Rotterfeld
- Sepultura
- Shining
- Sick of It All
- Six Feet Under
- Subway to Sally
- Tanzwut
- Terror
- The Foreshadowing
- The Rotted
- The Unguided
- Toxic Holocaust
- Unearth
- Unleashed
- Vallenfyre
- We Butter the Bread with Butter
- While She Sleeps
- Within Temptation
- Without Words

15–17 de agosto de 2013
- Agnostic Front
- Amorphis
- Alestorm
- Anthrax
- Architects
- Benediction
- Bury Tomorrow
- Carach Angren
- Cliteater
- Dark Funeral
- Der Weg Einer Freiheit
- Destruction
- Divide
- Dr. Living Dead
- Dying Fetus
- Eisbrecher
- Emmure
- Ensiferum
- Fear Factory
- Feuerschwanz
- Fiddler's Green
- Finntroll
- Firewind
- First Blood
- Fleshgod Apocalypse
- Grand Supreme Blood Court
- Grave
- Haggard
- Hate
- Hammercult
- Hatebreed
- In Flames
- Knorkator
- Korpiklaani
- Lamb of God
- Letzte Instanz
- Long Distance Calling
- Marduk
- Merrimack
- Moonspell
- Mustasch
- Nachtblut
- Neaera
- Necrophobic
- Orden Ogan
- Orphaned Land
- Powerwolf
- Primordial
- Pro-Pain
- Rotten Sound
- Sabaton
- Saltatio Mortis
- Sister Sin
- Soilwork
- Tiamat
- The Bones
- Tristania
- Vader
- Van Canto
- Walls of Jericho
- We Came as Romans
- Winterfylleth
- Witchcraft

### 2014
14–16 de agosto de 2014
- Aborted
- Ahab
- Alcest
- Alpha Tiger
- Anneke van Giersbergen
- Annisokay
- Arch Enemy
- August Burns Red
- Behemoth
- Benediction
- Biohazard
- Blasmusik Illenschwang
- Blues Pills
- Bodyfarm
- Brainstorm
- Caliban
- Callejon
- Carcass
- Carnal Ghoul
- Children of Bodom
- Chrome Division
- Cripper
- Crucified Barbara
- Cyrcus
- Deadlock
- Death Angel
- Decapitated
- Delain
- Devin Townsend Project
- Die Kassierer
- Down
- Eat the Gun
- Einherjer
- Eluveitie
- Enforcer
- Equilibrium
- Ereb Altor
- Eskimo Callboy
- Excrementory Grindfuckers
- Fjoergyn
- Gamma Ray
- Gingerpig
- Gothminister
- Grand Magus
- Gutalax
- Hail of Bullets
- Hamferð
- Heaven Shall Burn
- Heretoir
- His Statue Falls
- Hypocrisy
- Ignite
- Impaled Nazarene
- Imperium Dekadenz
- Insomnium
- In Extremo
- Iwrestledabearonce
- JBO
- Kampfar
- Kärbholz
- Lay Down Rotten
- Legion of the Damned
- Lost Society
- Machine Head
- Malrun
- Mantar
- Maroon
- Master
- Mono Inc.
- Mors Principium Est
- Motorjesus
- My Sleeping Karma
- Obituary
- Omega Massif
- Omnium Gatherum
- Pentagram Chile
- Primal Fear
- Rise of the Northstar
- Rotting Christ
- Sahg
- Science of Sleep
- Screamer
- Secrets of the Moon
- Skeletonwitch
- Stahlmann
- Supercharger
- Tarja Turunen
- Tenside
- Testament
- Texas in July
- The Agonist
- The Haunted
- The Idiots
- The Ocean
- The Unguided
- The Very End
- The Vintage Caravan
- Thyrfing
- Todtgelichter
- Tracy Ate a Bug
- Tragedy
- Twilight of the Gods
- Undertow
- Waldgeflüster
- Watain
- Winter of Sin
- Wintersun
- Wolfheart
- Wound

### 2015
12 a 15 de agosto de 2015 
- Agalloch
- Alestorm
- Amorphis
- Antropomorphia
- Any Given Day
- Autumnal
- Avatarium
- Battle Beast
- Be'lakor
- Below
- Belphegor
- Betraying the Martyrs
- Black Stone Cherry
- Bloodbath
- Blutengel
- Breakdown of Sanity
- Cannibal Corpse
- Carach Angren
- Carnifex
- Chapel of Disease
- Combichrist
- Corvus Corax
- Cradle of Filth
- CROWN
- Dark Fortress
- Dark Tranquillity
- Death Angel
- Death to All
- Demonical
- Deserted Fear
- Destruction
- Devilment
- Diablo Blvd.
- Die Apokalyptischen Reiter
- Dornenreich
- Dreamshade
- Drescher
- Dust Bolt
- Eisregen
- Ektomorf
- Emil Bulls
- Ensiferum
- Finsterforst
- Fire Red Empress
- Fuck You and Die
- Ghost Brigade
- Gloryhammer
- Hackneyed
- Hämatom
- Hark
- Hatebreed
- Haudegen
- Heidevolk
- Hour of Penance
- Inquisition
- Isole
- John Coffey
- Kadavar
- Kataklysm
- Kissin’ Dynamite
- Knorkator
- Kreator
- Kyle Gass Band
- Lantlôs
- Lifeless
- Majesty
- Marduk
- Megaherz
- Milking the Goatmachine
- Morgoth
- Nachtgeschrei
- Nailed to Obscurity
- Ne Obliviscaris
- Neaera
- Necrotted
- Nervosa
- Nightwish
- Obey the Brave
- Opeth
- Ost+Front
- Panzer
- Paradise Lost
- Powerwolf
- Pripjat
- Pyogenesis
- Rectal Smegma
- Reliquiae
- Revel in Flesh
- Rogash
- Saltatio Mortis
- Schirenc plays Pungent Stench
- Sepultura
- Serum 114
- Severe Torture
- Sick of It All
- Sister Sin
- Sodom
- Sonic Syndicate
- Steve 'N' Seagulls
- Suicidal Angels
- Suicide Silence
- Tankard
- Temple of Baal
- Terror Universal
- The Duskfall
- The Gogets
- The Green River Burial
- The Sirens
- Thränenkind
- Thy Art Is Murder
- To the Rats and Wolves
- Trivium
- Troldhaugen
- TrollfesT
- Venom
- Vitja
- Walls of Jericho

### 2016
17 a 20 de agosto de 2016 
- Abbath
- Accu§er
- Aeverium
- Agnostic Front
- Airbourne
- Almanac
- Arch Enemy
- Argyle Goolsby and The Roving Midnight
- Arkona
- Arktis
- Asenblut
- Asking Alexandria
- At the Gates
- Batushka
- Beyond the Black
- Bliksem
- Blues Pills
- Bömbers
- Bombus
- Burning Down Alaska
- Bury Tomorrow
- Carcass
- Cattle Decapitation
- Cliteater
- Coheed and Cambria
- Conan
- Coppelius
- D-A-D
- Deadlock
- Deez Nuts
- Downfall of Gaia
- Dying Fetus
- Dyscordia
- Eisbrecher
- Emmure
- Entombed A.D.
- Equilibrium
- Evil Invaders
- Exodus
- Fäulnis
- Fear Factory
- Feuerschwanz
- Goitzsche Front
- Gorod
- Grailknights
- Grand Magus
- Graveyard
- GYZE
- H2O
- Harakiri for the Sky
- Heart of a Coward
- Hell City
- High Fighter
- Illdisposed
- Implore
- In the Woods…
- Insanity Alert
- Iron Reagan
- Kärbholz
- Katatonia
- Ketzer
- Kneipenterroristen
- Korpiklaani
- Letzte Instanz
- Lord of the Lost
- Lost Society
- Mantar
- Mastodon
- Monuments
- Moonsorrow
- Mr. Hurley & Die Pulveraffen
- My Dying Bride
- Napalm Death
- Nasty
- Nim Vind
- Nocte Obducta
- Novelists
- Obscura
- Obscure Infinity
- Ohrenfeindt
- Omnium Gatherum
- One I Cinema
- Pain
- Parasite Inc.
- Parkway Drive
- Primordial
- Psychopunch
- Queensrÿche
- Randale
- Rotten Sound
- Sabaton
- Saille
- Satyricon
- Skálmöld
- Slaughterday
- Slayer
- Soilwork
- Stallion
- Steak Number Eight
- Steel Panther
- Stepfather Fred
- Stick to Your Guns
- Subway to Sally
- Swallow the Sun
- Testament
- The Black Dahlia Murder
- The New Roses
- The Other
- The Word Alive
- Thundermother
- Toxpack
- Tragedy
- Traitor
- Tribulation
- Undertow
- Unearth
- Unleashed
- Vader
- Versengold
- Winterstorm
- Wolfheart
- Zodiac

### 2017
16–19 de agosto de 2017
- 1349
- Amon Amarth
- Amorphis
- Architects
- Asphyx
- August Burns Red
- Battle Beast
- Belphegor
- Cellar Darling
- Chelsea Grin
- Children of Bodom
- Corvus Corax
- Crowbar
- Cryptopsy
- Cypecore
- Dark Tranquility
- Decapitated
- Delain
- Devin Townsend Project
- Eisregen
- Eluveitie
- Emil Bulls
- End of Green
- Ensiferum
- Epica
- Erdling
- Fiddler's Green
- Finntroll
- Gorguts
- Haggard
- Hatebreed
- Heaven Shall Burn
- In Extremo
- Insomnium
- Knorkator
- Korn
- Kreator
- Life of Agony
- Megadeth
- MGLA
- Miss May I
- Mono Inc.
- Moonspell
- Nile
- Obituary
- Overkill
- Possessed
- Sacred Reich
- Sonata Arctica
- Steve 'N' Seagulls
- Suffocation
- Terror
- Tiamat
- Wardruna
- Whitechapel
- Wintersun

### 2018
15 a 18 de agosto de 2018 
- Alestorm
- Amaranthe
- Annisokay
- Any Given Day
- Arch Enemy
- At the Gates
- Backyard Babies
- Bannkreis
- Beartooth
- Behemoth
- The Black Dahlia Murder
- Blasmusik
- Bloodbath
- Broken Teeth
- Cannibal Corpse
- Caliban
- Die Apokalyptischen Reiter
- Dirkschneider
- Dying Fetus
- Eisbrecher
- Eskimo Callboy
- Farmer Boys
- Feuerschwanz
- Goatwhore
- Graveyard
- Illenschwang
- Jasta Kadavar
- JBO
- Kataklysm
- Korpiklaani
- Metal Allegiance
- Misery Index
- Mr. Hurley & Die Pulveraffen
- The Night Flight Orchestra
- Obscura
- Orange Goblin
- Orden Ogan
- Origin
- Paradise Lost
- Ross the Boss
- Salatio Moris
- Schandmaul
- Sepultura
- Sirenia
- Sick of It All
- Solstafir
- Tankard
- Toxic Holocaust
- Wolfheart

## Summer Breeze Brasil

### 2023
A primeira edição da versão brasileira foi realizada no Memorial da América Latina, em São Paulo, nos dias 29 e 30 de abril de 2023.
| 28 de abril (sexta-feira) - Summer Party | 29 de abril (sábado)             | 30 de abril (domingo) |
| ---------------------------------------- | -------------------------------- | --------------------- |
| Evergrey & Perturbator                   | Blind Guardian                   | Parkway Drive         |
|                                          | Lamb of God                      | Kreator               |
|                                          | Skid Row                         | Testament             |
|                                          | Stone Temple Pilots              | Krisiun               |
|                                          | Sepultura                        | Avantasia             |
|                                          | Lord of the Lost                 | Napalm Death          |
|                                          | Crypta                           | Beast In Black        |
|                                          | Apocalyptica                     | Vixen                 |
|                                          | Shaman + Viper + Felipe e Rafael | H.E.A.T.              |
|                                          | Marc Martel - Voodoo Kiss        | The Winery Dogs       |
|                                          | Benediction                      | Bury Tomorrow         |
|                                          | Accept                           | Grave Digger          |
|                                          | Perturbator                      | Stratovarius          |
|                                          | Brutal Brega                     | Finntroll             |
|                                          |                                  | Project46             |

### 2024
A segunda edição foi confirmada no mesmo local, com um dia a mais de evento, e aconteceu nos dias 26, 27 e 28 de abril de 2024.
| 26 de abril        | 26 de abril  | 26 de abril        | 26 de abril      |
| ------------------ | ------------ | ------------------ | ---------------- |
| Hot Stage          | Ice Stage    | Sun Stage          | Waves Stage      |
| Gene Simmons Band  | Mr. Big      | Biohazard          | Sioux 66         |
| Sebastian Bach     | Exodus       | The 69 Eyes        | Minipony         |
| Black Stone Cherry | Edu Falaschi | Massacration       | Zumbis do Espaço |
| Flotsam & Jetsam   | Nestor       | Tygers of Pan Tang | Electric Mob     |
|                    |              | Dr. Sin            | Alchemia         |
|                    |              | Cultura Tres       | Clash Bulldog's  |

| 27 de abril       | 27 de abril | 27 de abril                | 27 de abril     |
| ----------------- | ----------- | -------------------------- | --------------- |
| Hot Stage         | Ice Stage   | Sun Stage                  | Waves Stage     |
| Within Temptation | Epica       | In Extremo                 | Jeff Scott Soto |
| Hammerfall        | Laguna Coil | Dark Tranquility           | Eminence        |
| Angra             | Gamma Ray   | The Night Flight Orchestra | Nite Stinger    |
| Forbidden         |             | Jelusick                   | Noturnall       |
|                   |             | Korzus                     | About2Crash     |
|                   |             | Sinistra                   | Rage in My Eyes |

| 28 de abril       | 28 de abril | 28 de abril    | 28 de abril        |
| ----------------- | ----------- | -------------- | ------------------ |
| Hot Stage         | Ice Stage   | Sun Stage      | Waves Stage        |
| Mercyful Fate     | Anthrax     | Amorphis       | The Troops of Doom |
| Killswitch Engage | Carcass     | Death Angel    | Kryour             |
| Avatar            | Overkill    | Ratos de Porão | AXTY               |
| While She Sleeps  | Eclipse     | Battle Beast   | John Wayne         |
|                   |             | Torture Squad  | Hellish War        |
|                   |             |                | Santo Graal        |

### 2025
Em setembro de 2024, foi anunciado a mudança da produção do evento e o novo passou a ser Bangers Open Air.
| Hot Stage        | Ice Stage    |
| ---------------- | ------------ |
| Doro             | Glenn Hughes |
| Armored Saint    | Pretty Maids |
| Kissin' Dynamite | Dogma        |

| Hot Stage      | Ice Stage       | Sun Stage      | Waves Stage     |
| -------------- | --------------- | -------------- | --------------- |
| Sabaton        | Powerwolf       | Lacrimosa      | Dream Spirit    |
| Saxon          | Kamelot         | Dark Angel     | Carro Bomba     |
| Sonata Arctica | Municipal Waste | Ensiferum      | Pressive        |
| H.E.A.T        | Burning Witches | Matanza Ritual | Malefactor      |
|                |                 | Dynazty        | Válvera         |
|                |                 | Viper          | Gloria Perpetua |
|                |                 |                | Hardgainer      |
|                |                 |                | School of Rock  |

| Hot Stage        | Ice Stage        | Sun Stage        | Waves Stage              |
| ---------------- | ---------------- | ---------------- | ------------------------ |
| Avantasia        | W.A.S.P.         | Destruction      | The Heathen Scythe       |
| Blind Guardian   | Kerry King       | Nile             | Warshipper               |
| Kamelot          | Paradise Lost    | Haken            | Maestrick                |
| Lord of the Lost | Beyond the Black | Vader            | Hibria                   |
|                  |                  | Dorsal Atlântica | Ready to be Hated        |
|                  |                  | Black Pantera    | Ronnie James Dio Tribute |
|                  |                  |                  | Hatefulmurder            |
|                  |                  |                  | School of Rock           |

## Publicações

### DVDs
- Summer Breeze – All Areas 2002 (Warner Music Group, 2002)

Faixas
1. Gurd – Older But Wiser
2. Brainstorm – Blind Suffering
3. Die Apokalyptischen Reiter – Gone
4. Amon Amarth – Bleed For Ancient Gods
5. Soilwork – Flame Out
6. End of Green – Highway 69
7. Bloodflowerz – Diabolic Angel
8. Emil Bulls – Symphony Of Destruction
9. Sentenced – Blood & Tears
10. Hypocrisy – The Final Chapter
11. Vader – Xeper
12. Ektomorf – Fire
13. Pro-Pain – Fuck It
14. Prime Sth. – From The Inside
15. Paradise Lost – True Belief
16. Nightwish – The End Of All Hope
17. Stormwitch – Tears By The Firelight
18. Samael – Jupiterian Vibe

- Vários artistas – Summer Breeze vs. Metal Blade (Promo CD, 2004)

( Este CD foi distribuído no festival de 2004. )
Faixas
1. Six Feet Under – Blind & Gagged
2. Brainstorm – Doorway To Survive
3. Vomitory – Gore Apocalypse
4. Disillusion – And The Mirror Cracked
5. Fleshcrawl – Flesh Bloody Flesh
6. Criminal – Aberration
7. Fragments Of Unbecoming – The Seventh Sunray Enlights My Pathway
8. Gorerotted – Masticated By The Spasticated
9. Monstrosity – The Exordium
10. Nasty Savage – Psycho, Psycho
11. Torchbearer – Sown Are The Seeds Of Death
12. Cannibal Corpse – Decency Defied
13. Symphorce – Tears
14. Shining Fury – Speed Of Life

- Vários Artistas – Summer Breeze 2005 (Promo CD, 2005)

(Este CD foi distribuído no festival de 2005.
1. End of Green – Dead End Hero
2. Born From Pain – The New Hate
3. Korpiklaani – Hunting Song
4. Powerwolf – Kiss Of The Cobra King
5. Wintersun – Beyond The Dark Sun
6. Enthroned – Crimson Legions
7. Ektomorf – Show Your Fist
8. Midnattsol – Another Return
9. Koroded – T.A.B.O.B.A.
10. Disbelief – Rewind It All
11. Symphorce – No Shelter
12. Anorexia Nervosa – Worship Manifesto
13. Such A Surge – Was jetzt?
14. Draconian – Death, Come Near Me
15. Impious – Wicked Saints
16. Die Apokalyptischen Reiter – Eruption
17. God Dethroned – Last Zip Of Spit
18. Barcode – No Lust For Life
19. Therion – Typhon